# Wolfgang Huber

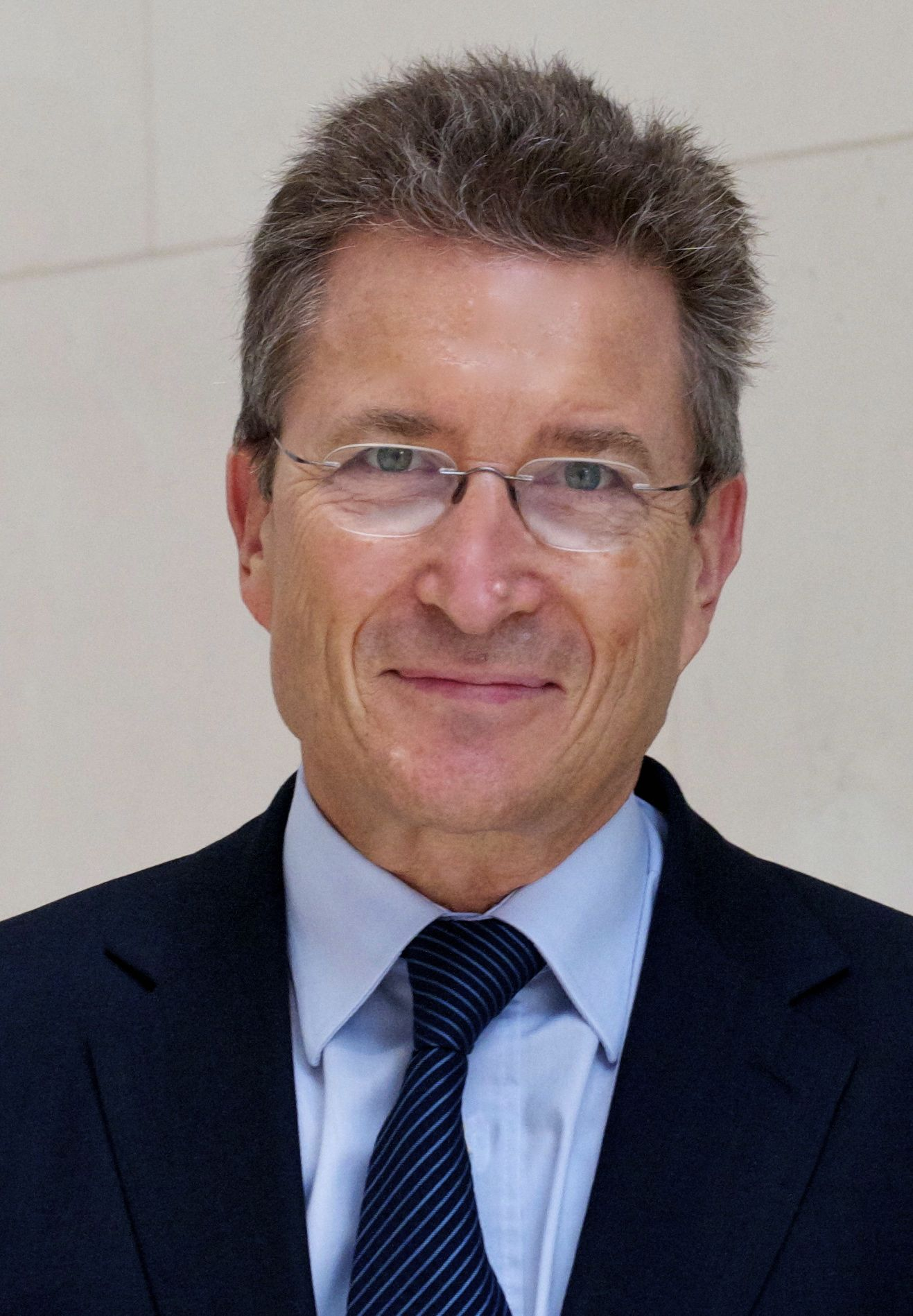
Wolgang Huber

Wolfgang Huber (Estrasburgo, 12 de agosto de 1942) é um teólogo protestante alemão. Estudou teologia em Heidelberg, Gotinga e Tubinga, recebeu em 1966 o doutoramento e foi então vigário em Württemberg.
Serviu até novembro de 2009 no Gabinete do Bispo da Igreja Evangélica Lusácia Berlim-Brandemburgo-Alta Silésia, e era de novembro de 2003 a outubro de 2009, presidente do Conselho da Igreja Evangélica na Alemanha.
Wolfgang Huber cresceu em Friburgo. Desde 1966 ele é casado com Kara Huber Kaldrack e têm três filhos e três netos.